# Jacopo Sadoleto
Jacopo Sadoleto, italijanski rimskokatoliški duhovnik, škof in kardinal, * 12. julij 1477, Modena, † 18. oktober 1547, Rim.

## Življenjepis
24. aprila 1517 je bil imenovan za škofa.
22. decembra 1536 je bil povzdignjen v kardinala. Sledilo so še tri imenovanja za kardinal-duhovnika: 15. januarja 1537 za San Callisto, 11. maja 1545 za Santa Balbina in 27. novembra 1545 za Bazilike svetega Petra v vezeh.